# Stazione meteorologica di Govone
La stazione meteorologica di Govone è la stazione meteorologica di riferimento per il servizio meteorologico dell'Aeronautica Militare e per l'Organizzazione Mondiale della Meteorologia, relativa alla località di Govone. Attualmente la stazione risulta dismessa.

## Coordinate geografiche
La stazione meteo si trova nell'Italia nord-occidentale, in Piemonte, in provincia di Cuneo, nel comune di Govone, a 315 metri s.l.m. e alle coordinate geografiche 44°48′15.75″N 8°05′58.65″E.

## Medie climatiche ufficiali

### Dati climatologici 1951-1980
In base alla media del periodo 1951-1980, effettivamente elaborata a partire dal 1953 e che non si discosta in modo significativo dalla media del trentennio di riferimento climatico (1961-1990) convenzionalmente fissata dall'Organizzazione Mondiale della Meteorologia, la temperatura media del mese più freddo, gennaio, si attesta a +1,5 °C; quella del mese più caldo, luglio, è di +21,8 °C.
Le precipitazioni medie annue fanno registrare il valore di 573,3 mm con marcato minimo in inverno, moderato picco in primavera (mese più piovoso maggio) e massimo secondario in estate per gli accumuli totali stagionali.
| Govone (1951-1980)  | Mesi | Mesi | Mesi | Mesi | Mesi | Mesi | Mesi | Mesi | Mesi | Mesi | Mesi | Mesi | Stagioni | Stagioni | Stagioni | Stagioni | Anno  |
| Govone (1951-1980)  | Gen  | Feb  | Mar  | Apr  | Mag  | Giu  | Lug  | Ago  | Set  | Ott  | Nov  | Dic  | Inv      | Pri      | Est      | Aut      | Anno  |
| ------------------- | ---- | ---- | ---- | ---- | ---- | ---- | ---- | ---- | ---- | ---- | ---- | ---- | -------- | -------- | -------- | -------- | ----- |
| T. max. media (°C)  | 3,7  | 5,9  | 10,6 | 14,9 | 19,3 | 23,0 | 25,9 | 24,8 | 21,3 | 15,2 | 8,9  | 4,8  | 4,8      | 14,9     | 24,6     | 15,1     | 14,9  |
| T. min. media (°C)  | −0,7 | 1,1  | 4,4  | 7,8  | 11,8 | 15,3 | 17,7 | 17,3 | 14,6 | 9,6  | 4,6  | 0,7  | 0,4      | 8,0      | 16,8     | 9,6      | 8,7   |
| Precipitazioni (mm) | 20,9 | 25,1 | 55,4 | 30,1 | 97,2 | 45,4 | 39,8 | 75,1 | 39,3 | 71,8 | 35,2 | 38,0 | 84,0     | 182,7    | 160,3    | 146,3    | 573,3 |